# The Lord of the Rings Online: Mines of Moria
The Lord of the Rings Online: Mines of Moria er en udvidelsespakke til The Lord of the Rings Online.
Spillet indeholder blandt andet:
- Nye områder at udforske – Eregion, Moria og Lorien.
- Levelgrænsen forøges til level 60.
- To nye classes – Rune-keeper og Warden.
- Nyt indhold såsom crafting, skills, legendariske våben og quests.

| computerspil | Spire Denne computerspilsrelaterede artikel er en spire som bør udbygges. Du er velkommen til at hjælpe Wikipedia ved at udvide den. |